# Isabella Biagini
Isabella Biagini (Róma, 1943. december 19. – Róma, 2018. április 14.) olasz színésznő.

## Filmjei

### Mozifilmek
- La zia d'America va a sciare (1957)
- Il cocco di mamma (1958)
- Serenatella sciuè sciuè (1958)
- I due mafiosi (1964)
- Slalom (1965)
- Amore all'italiana (1966)
- Gli altri, gli altri... e noi (1967)
- Pensando a te (1969)
- Gli infermieri della mutua (1969)
- Quelli belli... siamo noi (1970)
- La ragazza del prete (1970)
- Mazzabubù... quante corna stanno quaggiù? (1971)
- Én nem látok, te nem beszélsz, ö nem hall (Io non vedo, tu non parli, lui non sente) (1971)
- Il clan dei due Borsalini (1971)
- Boccaccio (1972)
- Il sindacalista (1972)
- Il terrore con gli occhi storti (1972)
- Maria Rosa la guardona (1973)
- Crash! Che botte... strippo strappo stroppio (1973)
- L'erotomane (1974)
- Paolo il freddo (1974)
- Colpo in canna (1975)
- La ragazza dalla pelle di corallo (1976)
- Gli amici di Nick Hezard (1976)
- Atti impuri all'italiana (1976)
- Stangata in famiglia (1976)
- Il ginecologo della mutua (1977)
- Tutti a squola (1979)
- Ciao marziano (1980)
- La cameriera seduce i villeggianti (1980)
- F.F.S.S., cioè: '...che mi hai portato a fare sopra a Posillipo se non mi vuoi più bene?' (1983)
- A jövő a nő (Il futuro è donna) (1984)
- Grandi magazzini (1986)
- Erotikus fantáziák (Capriccio) (1987)
- Marilina lázadása (La bruttina stagionata) (1996)
- Nostalgia di protezione (1997, rövidfilm)
- Il segreto del giaguaro (2000)

### Tv-filmek
- Non cantare, spara (1968)
- Quel negozio di Piazza Navona (1969)
- Settimo anno (1978)

### Tv-sorozatok
- Le avventure di Laura Storm (1966, egy epizódban)
- Bambole, non c'è una lira! (1977)
- C'era una volta Roma (1979)
- I ragazzi del muretto (1996, egy epizódban)